# 아프가니스탄의 보건의료
수십 년간의 전쟁으로 인해 거의 존재하지 않았던 아프가니스탄의 의료 서비스는 서서히 개선되고 있다. 현재 아프가니스탄 전역에 3,000개가 넘는 의료 시설이 있다. 최초의 신경외과 병원을 포함하여 전국에 17,000개 이상의 보건소가 설립되었다. 최신 보고서에 따르면 38,000명의 아프간 여성이 조산사로 일하고 있다. 2001년부터 2021년까지 아프가니스탄은 기대 수명이 56세에서 64세로 증가하고 산모 사망률이 50% 감소하는 등 의료 분야에서 개선을 경험했다. 도시 거주자의 89%가 2001년 16%에서 2021년 깨끗한 물에 접근할 수 있다 이러한 개선에도 불구하고 아프가니스탄의 의료 시스템은 주변 국가에 비해 열악한 상태이다.
경제적으로 아프간인들은 이 지역의 다른 많은 사람들보다 더 나은 상태였다. 아프가니스탄은 사우르 혁명이 일어난 1978년까지 시대를 다소 앞서갔다. 그 혁명은 아프가니스탄과 남부 및 서부 이웃(파키스탄과 이란) 사이의 국경 폐쇄와 정치적 관계의 중단으로 시작된 이 지역의 지속적인 전쟁과 빈곤으로 이어졌다. 많은 아프간인, 특히 분쟁에 개입하기를 원하지 않는 엘리트 계층은 다른 국가에 거주하기 위해 해당 국가를 탈출하기 시작했다. 떠나는 사람들은 대부분의 의사와 간호사를 포함했다. 1992년 카불에서 주요 내전이 시작되었을 때 거의 모든 의사와 간호사가 다른 나라로 이주했다. 2001년 후반 유엔이 아프가니스탄을 재건하고 정치적 문제를 해결하기로 결정하면서 상황이 바뀌었다.
2003년 인구 10만 명당 의사 11명, 간호사 18명, 1인당 의료비는 미국 달러 28달러였다. 2004년에는 27,000명당 1개의 의료 시설이 있었고 일부 센터에서는 300,000명이나 되는 사람들을 담당했다. 인구의 약 1/4이 의료 서비스를 이용할 수 없었다. 국제기구는 의료의 많은 부분을 제공했다. 2006년에는 약 800,000명의 아프간인이 장애인이라고 보고되었다. 아프가니스탄의 영아 및 임산부 사망률은 일부 추정치에 따르면 1,000명당 275명으로 세계 최고 수준에 도달했다. 농촌 지역에서는 어린이 6명 중 1명이 5세가 되기 전에 사망한다. 이는 열악한 위생과 식수 공급 부족으로 말라리아, 설사와 같은 전염병이 매우 흔하기 때문이다. 영양실조도 만연해 있다.

## 같이 보기
- 아프가니스탄의 코로나19 범유행